# Idaea sericeipennis
Idaea sericeipennis är en fjärilsart som beskrevs av W. Warren 1896. Idaea sericeipennis ingår i släktet Idaea och familjen mätare. Inga underarter finns listade i Catalogue of Life.